# El refugio (película)
El refugio es una película navideña coproducción de España, Perú, México y Argentina dirigida por Macarena Astorga, que está protagonizada por un reparto coral formado por Loles León, Leo Harlem, María Barranco, David Guapo, Sara Sálamo, Carlos Alcántara, Mariam Hernández, Antonio Dechent, Luna Fulgencio, Rubén Fulgencio y Marco Ezcurdia. Fue estrenada el 26 de noviembre de 2021 en España.

## Sinopsis
Como si de un cuento navideño se tratara, dos hermanos pequeños escuchan atentos junto a la chimenea una nueva historia del abuelo, que quizá no sea del todo una fantasía. En ella, se cuenta la historia de una estrella del cine en horas bajas y un galán emergente que amenaza con desplazar al anterior gracias a las artimañas del agente de ambos, la dueña del hotel de alta montaña y su alocada hermana, propulsora de una nueva y peculiar disciplina mezcla de yoga y fengshui, un grupo de niños con ganas de divertirse, pero también de descubrir secretos ocultos, un botones taciturno que todo lo ve y un tremendo temporal que les dejará aislados días antes de Navidad.

## Reparto
- Loles León como Estrella
- Leo Harlem como Luismi
- María Barranco como Lola
- David Guapo como Fede Guerra
- Sara Sálamo como Alex
- Carlos Alcántara como Antonio Rojas
- Mariam Hernández como Trini
- Antonio Dechent como Hilario
- Luna Fulgencio como Martina
- Rubén Fulgencio como Hugo
- Marco Ezcurdia como Lucas
- Juan Manuel Lara como Yeti